# 1600 w polityce

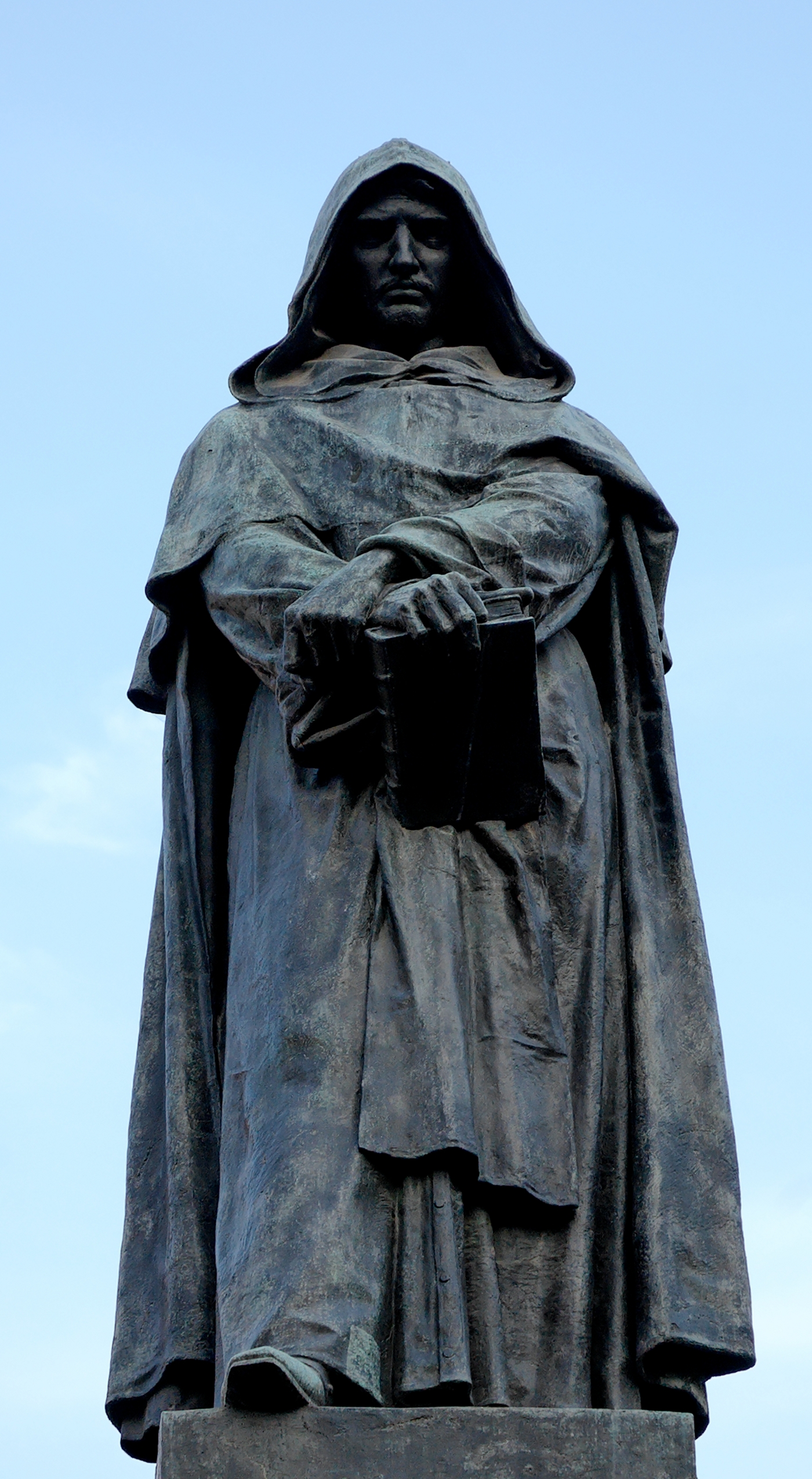
Pomnik Giordana Bruna na Campo de' Fiori w Rzymie. Rzeźba Ettore Ferrariego

Wydarzenia polityczne w 1600 roku.

## Wydarzenia
- 17 lutego – Giordano Bruno zostaje spalony na stosie[1][2].
- 14 grudnia - początek rywalizacji holendersko-hiszpańskiej w koloniach dalekowschodnich: nierozstrzygnięta bitwa pomiędzy zespołem adm. Oliviera van Noort a okrętami dowodzonymi przez Antonio de Morga w Zatoce Manilskiej[3]

## Urodzili się
- 7 sierpnia Eleonora Maria Anhalt-Bernburg, księżna Meklemburgii-Güstrow (zm. 1657)[4].

## Zmarli
- 21 stycznia Jerzy Radziwiłł, biskup, pamiętnikarz[5].
- 6 lutego Hieronim Rozdrażewski, biskup kujawski[6].
- 9 lutego Jan Fryderyk, książę szczeciński[7].